# Carcelia kindaitchin
Carcelia kindaitchin är en tvåvingeart som beskrevs av Cantrell 1985. Carcelia kindaitchin ingår i släktet Carcelia och familjen parasitflugor. Inga underarter finns listade i Catalogue of Life.